# アッベ式接眼鏡

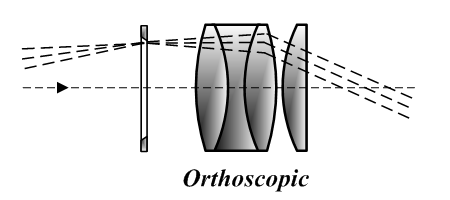
構成図

アッベ式接眼鏡（あっべしきせつがんきょう）は接眼レンズの一形式である。1880年にエルンスト・アッベが顕微鏡用高倍率接眼鏡として発表し、伝統的な形式の一つとなった。

## 構造
対物側のレンズを3枚の貼り合わせレンズにした2群4枚。硝材は前から順にBK7、F3、BK7、F3が標準的な構成であり、硝材はありふれている。
焦点距離4mmの場合曲率は前からr1=+6.32mm、r2=-2.40mm、r3=+2.23mm、r4=-5.72mm、r5=+3.44mm、r6=平面と、6面とも曲率が違いまた深い。

## 特徴
曲率が深く研磨皿の磨耗が激しいこと、光軸を正確に合わせるのが困難であることから、メーカーによりまた個体により性能にかなりのばらつきが出、また高価である。歪曲収差が少ないためプレスル式接眼鏡と並んで「歪曲のない整った像」という意味の「オルソスコピック（略号OまたはOrまたはOR）」として販売されることが多い。瞳距離が長いので高倍率接眼鏡として使用される。色収差が少なく、0.783f程と瞳距離も長いため高倍率用、測定用に一番良い接眼鏡である。

## 望遠鏡用製品
ドイツ民主共和国（東ドイツ）のカール・ツァイス・イェーナ製オルソスコピックは鋭い像と高いコントラストで、特に長焦点の望遠鏡に使用した場合には日本製高性能接眼鏡との比較でも差が歴然としている。特に歪曲収差が少なく、色収差を持たない。瞳距離が短い、像がやや暗い欠点はあるが、それを我慢しても使用する価値がある。シリーズ中10mmは特に歪曲収差が少なく、コンパレーターに使用される。別にプロ用があったが、価格が5倍ほどし、入手も難しかった。
ドイツ連邦共和国（西ドイツ）のカール・ツァイスは略号Aを使用した。
ペンタックス製オルソスコピックはアッベ式を独自に発展させた設計で、平坦な視野と良好な解像力を持つ。良質な硝材を使用しマルチコートを空気に接する全面に施しているため、極めて透過率が高く色再現が非常に良い。本来眼視用だが中心部を使うなら拡大写真用にも使える。
高橋製作所製オルソスコピックはもとより定評があったが1980年代にバローレンズを内蔵したHi-Orシリーズが追加された。2013年8月1日にはφ31.7mmスリーブ仕様にリニューアルしAbbeシリーズ」として9mm、18mm、32mmが発売され、さらに4.8mm、6mm、12.5mm、25mmが近日発売予定である。